# Liste der Biografien/Malc
Liste der Biografien |
Portal Biografien |
Personensuche
# |
A |
B |
C |
D |
E |
F |
G |
H |
I |
J |
K |
L |
M |
N |
O |
P |
Q |
R |
S |
T |
U |
V |
W |
X |
Y |
Z |
?
 
Ma |
Mb |
Mc |
Md |
Me |
Mf |
Mg |
Mh |
Mi |
Mj |
Mk |
Ml |
Mm |
Mn |
Mo |
Mp |
Mq |
Mr |
Ms |
Mt |
Mu |
Mv |
Mw |
Mx |
My |
Mz
 
Maa |
Mab |
Mac |
Mad |
Mae |
Maf |
Mag |
Mah |
Mai |
Maj |
Mak |
Mal |
Mam |
Man |
Mao |
Map |
Maq |
Mar |
Mas |
Mat |
Mau |
Mav |
Maw |
Max |
May |
Maz
 
Mala |
Malb |
Malc |
Mald |
Male |
Malf |
Malg |
Malh |
Mali |
Malj |
Malk |
Mall |
Malm |
Maln |
Malo |
Malp |
Malq |
Malr |
Mals |
Malt |
Malu |
Malv |
Malw |
Maly |
Malz
Die Liste der Biografien führt alle Personen auf, die in der deutschsprachigen Wikipedia einen Artikel haben. Dieses ist eine Teilliste mit 86 Einträgen von Personen, deren Namen mit den Buchstaben „Malc“ beginnt.

## Malc

### Malca
- Malcampo Monge, José (1828–1880), Ministerpräsident von Spanien

### Malch
- Malchárek, Jirko (* 1966), slowakischer Autorennfahrer und Politiker
- Malcharek, Moritz (* 1997), deutscher Radsportler
- Malchárek, Pavel (* 1986), tschechischer Fußballspieler
- Malchasowa, Swetlana Michailowna (* 1948), sowjetische bzw. russische Biogeographin, Geomedizinerin und Hochschullehrerin
- Malche, Albert (1876–1956), Schweizer Pädagoge und Politiker (FDP)
- Malche, Brigitta (* 1938), schweizerisch-österreichische Künstlerin
- Malcher, Adam (* 1986), polnischer Handballtorwart
- Malcher, Günter (* 1934), deutscher Stabhochspringer
- Malcherczyk, Ryszard (* 1934), polnischer Dreispringer
- Malchin, Carl (1838–1923), deutscher Landschaftsmaler und Restaurator
- Malchin, Edelweiß (1923–1983), deutsche Schauspielerin
- Malchin, Wilhelm (1874–1942), deutscher Landschafts- und Marinemaler
- Malchiodi, Andrea (* 1972), italienischer Mathematiker
- Malchiodi, Emilio (1922–1997), argentinischer Kugelstoßer und Diskuswerfer
- Malchiodi, Gian Carlo (1917–2015), italienischer Architekt
- Malchiodi, Umberto (1889–1974), Erzbischof und Bischof emeritus von Piacenza
- Malchow, Alexander (1862–1943), deutscher Dachpappenfabrikant und Politiker
- Malchow, Alexander (* 1969), deutscher Fußballspieler und -trainer
- Malchow, Christian Salvatore (* 1977), deutscher Tenor
- Malchow, Frank-Michael (* 1961), deutscher Zollbeamter und Politiker (Tierschutzpartei, DIE FRAUEN)
- Malchow, Günter (* 1955), deutscher Maler
- Malchow, Heinrich, Bürgermeister von Wismar
- Malchow, Helge (* 1950), deutscher Verleger
- Malchow, Jörg (* 1980), deutscher Schauspieler
- Malchow, Maic (* 1962), deutscher Bahnradsportler
- Malchow, Oliver (* 1963), deutscher Polizist, Vorsitzender des Geschäftsführenden Bundesvorstandes der Gewerkschaft der Polizei (GdP)
- Malchow, Tom (* 1976), US-amerikanischer Schwimmer, Olympiasieger
- Malchow-Møller, Nikolaj (* 1973), dänischer Wirtschaftswissenschaftler und Hochschullehrer
- Malchus, karthagischer Politiker
- Malchus, Person im Neuen TestamentMalchus

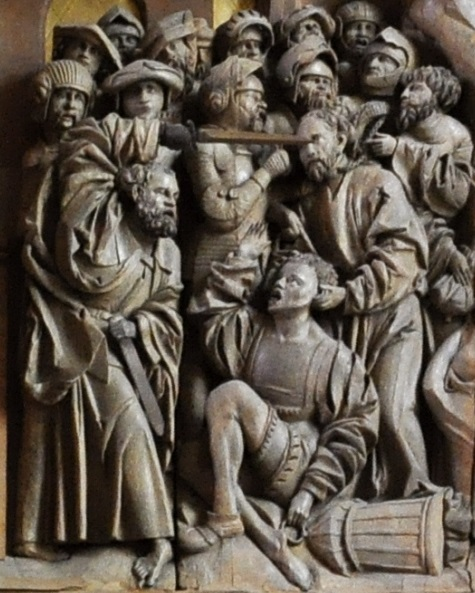
Malchus

- Malchus von Philadelphia, spätantiker Historiker
- Malchus, Bea von (* 1959), deutsche Schauspielerin
- Malchus, Carl von (1835–1889), deutscher Marinemaler
- Malchus, Cleodemus, jüdischer Schriftsteller
- Malchus, Karl August von (1770–1840), deutscher Staatsmann und staatswissenschaftlicher Schriftsteller
- Malchus, Viktor von (1929–2008), deutscher Volkswirt und Raumplaner

### Malcl
- Malclès, Louise-Noëlle (1899–1977), französische Bibliothekswissenschaftlerin und Bibliographin

### Malco
- Malco, Paolo (* 1947), italienischer Schauspieler
- Malco, Romany (* 1968), US-amerikanischer Schauspieler und Rapper
- Malcoci, Christian (* 1963), deutscher Neonazi
- Malcolm I. († 954), König von Schottland
- Malcolm II. († 1034), König von Schottland und von Strathclyde
- Malcolm III. († 1093), König von SchottlandMalcolm III. († 1093)

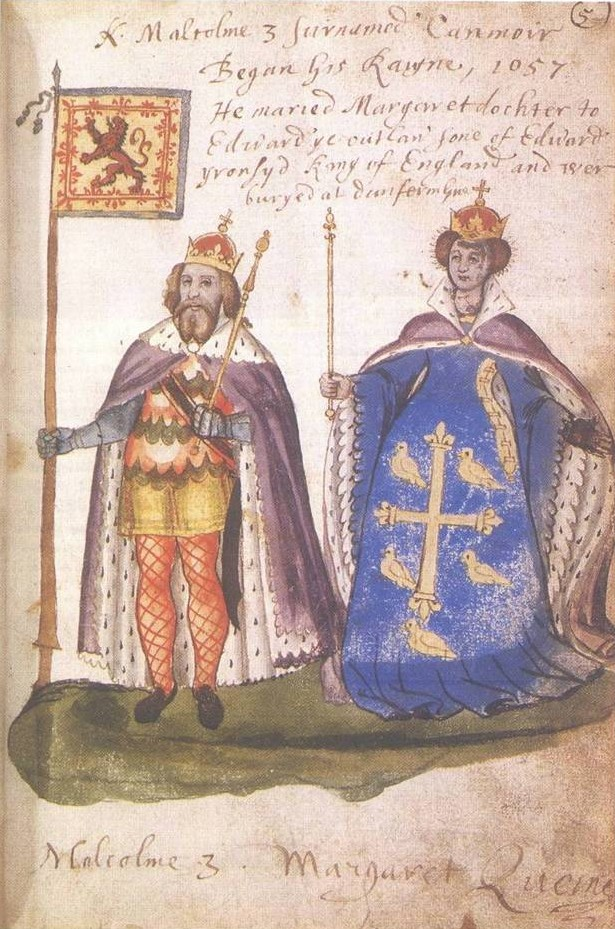
Malcolm III. († 1093)

- Malcolm IV. (1142–1165), König von Schottland
- Malcolm, 2. Earl of Atholl, schottischer Adliger
- Malcolm, 4. Earl of Lennox, schottischer Mormaer
- Malcolm, 5. Earl of Fife, schottischer Magnat
- Malcolm, 5. Earl of Lennox († 1333), schottischer Magnat
- Malcolm, 6. Earl of Fife († 1266), schottischer Magnat
- Malcolm, Ann (* 1964), US-amerikanische Jazzsängerin und Saxophonistin
- Malcolm, Bapoo (1912–1982), indischer Radrennfahrer
- Malcolm, Carlos (* 1945), kubanischer Komponist und Pianist
- Malcolm, Christian (* 1979), britischer Sprinter
- Malcolm, Christopher (1946–2014), britischer Schauspieler und Theaterproduzent
- Malcolm, Collin (* 1997), US-amerikanischer Basketballspieler
- Malcolm, Corrine (* 1990), US-amerikanische Biathletin
- Malcolm, Dugald (1917–2000), britischer Diplomat
- Malcolm, George (1917–1997), britischer Dirigent und Pianist
- Malcolm, George John (1830–1884), britischer Seeoffizier und ägyptischer Beamter
- Malcolm, Janet (1934–2021), US-amerikanische Journalistin und Schriftstellerin
- Malcolm, John (1769–1833), britischer Botschafter
- Malcolm, Ken (1926–2006), schottischer Fußballspieler
- Malcolm, Neill (1869–1953), britischer Offizier, Beamter und Manager
- Malcolm, Noel (* 1956), englischer Journalist und Hochschullehrer
- Malcolm, Norman (1911–1990), US-amerikanischer Philosoph
- Malcolm, Robyn (* 1965), neuseeländische Theater- und FilmschauspielerinRobyn Malcolm (* 1965)

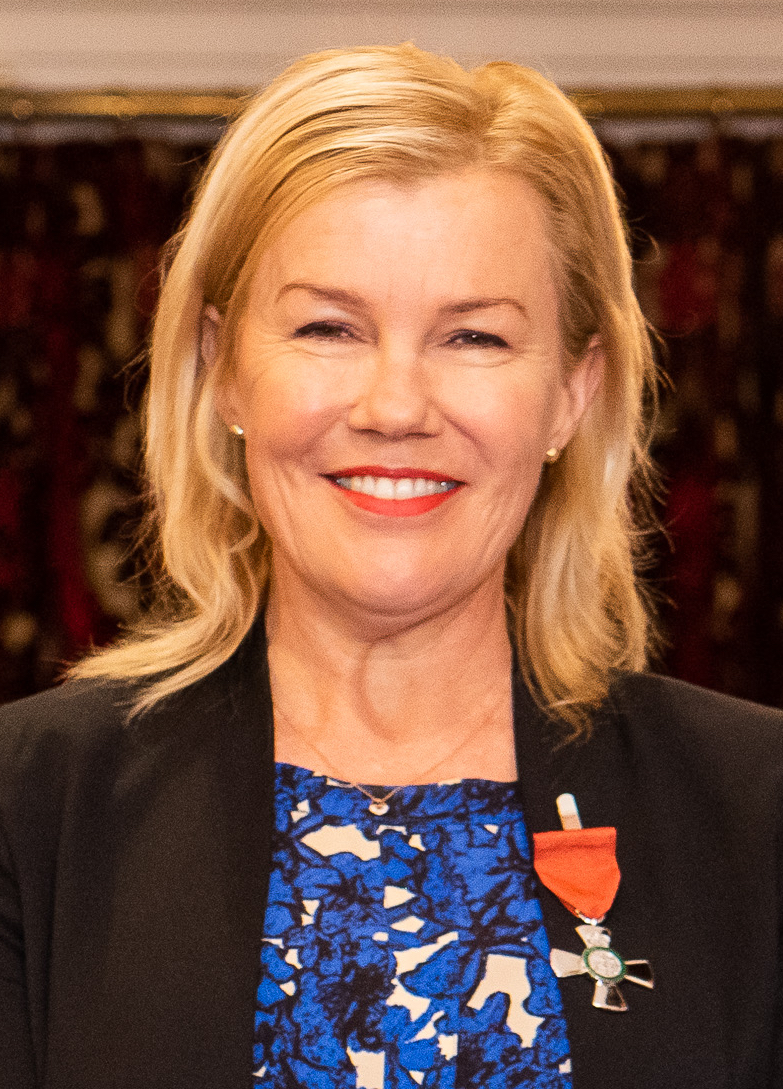
Robyn Malcolm (* 1965)

- Malcolm, Sarah (1710–1733), irische Raubmörderin
- Malcolm, Stephen (1970–2001), jamaikanischer Fußballspieler
- Malcom (* 1997), brasilianisch-russischer Fußballspieler
- Malcom, Calixto (1947–2021), panamaischer Basketballspieler
- Malcom, Shirley M. (* 1946), US-amerikanische Zoologin, Ökologin und Hochschullehrerin
- Malcomes, Daniel (1809–1881), Landtagsabgeordneter
- Malcomesius, Johann Richard (1637–1692), deutscher Jurist, Hochschullehrer an der Universität Gießen sowie Regierungsrat und Geheimer Rat
- Malcomson, Paula (* 1970), nordirische Schauspielerin und sporadische Produzentin und RegisseurinPaula Malcomson (* 1970)

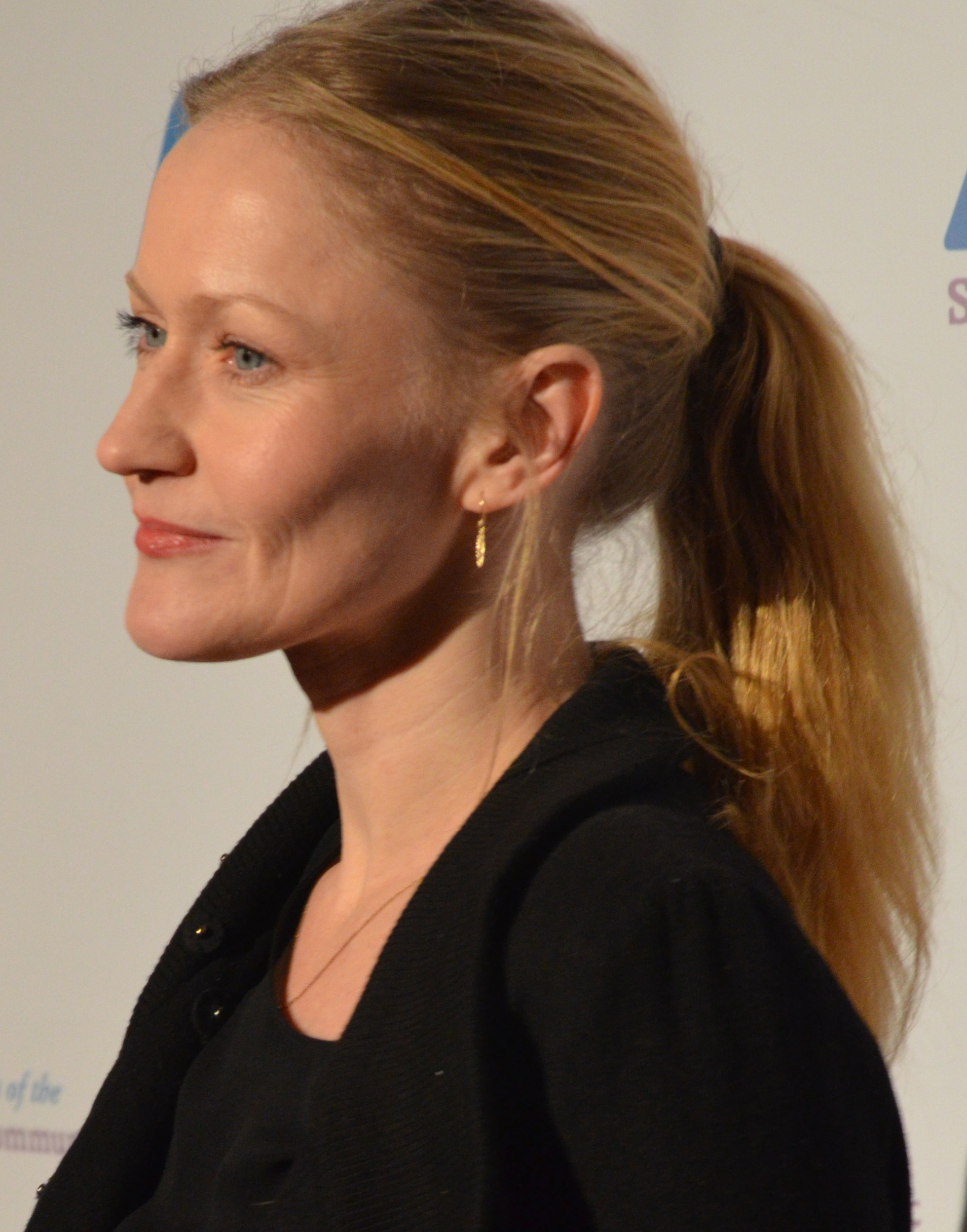
Paula Malcomson (* 1970)

- Malcomson, Ruth (1906–1988), US-amerikanische Schönheitskönigin (Miss America 1924)
- Malcote, Joseph Franz (1710–1791), deutscher Maler
- Malcouzane, Steve (* 1982), seychellischer Badmintonspieler
- Malcovati, Enrica (1894–1990), italienische klassische Philologin
- Malcovati, Georg (* 1983), deutscher Schauspieler

### Malcu
- Malcuit, Kévin (* 1991), französischer Fußballspieler
- Malcus, Theodor (1881–1967), Arzt
- Małcużyński, Karol (1922–1984), polnischer Journalist
- Małcużyński, Witold (1914–1977), polnischer Pianist

### Malcz
- Malczewski, Antoni (1793–1826), polnischer Dichter
- Malczewski, Jacek (1854–1929), polnischer Maler und Hochschullehrer